# 1921년 전국체육대회 개막식
1921년 전국체육대회 개막식은 일제강점기 조선 경기도 경성부에서 개최된 1921년 전국체육대회의 개막식이다. 1921년 2월 11일, 1921년 10월 15일, 1921년 10월 31일에 배재고등보통학교 운동장, 보성고등보통학교 운동장, 경성중학 운동장에서 진행되었다. 1921년 전국체육대회는 종목별 대회가 별도로 개최되었기 때문에 개막식은 각 종목별로 따로 진행되었다.

## 개막식

### 축구
1921년 2월 11일에 보성전문학교 운동장에서 선수단이 모여 유니폼을 착용한 후 군악단의 행진곡에 맞춰 후원사인 매일신보 사옥으로 이동하며 개막 행사가 시작되었다. 대회 후원사인 매일신보 사옥 정문 앞에 모여 개막 의식을 진행하고 배재고등보통학교 운동장으로 이동했다. 배재고등보통학교 운동장에서 선수단 입장식을 진행한 후 개회식을 진행하고 1라운드 대진 추첨이 진행되었다.

### 정구
1921년 10월 15일 9시에 조선체육회 본부에 선수단이 모인 후 대회 장소인 보성고등보통학교 운동장으로 이동했다. 보성고등보통학교 운동장에서 선수단 입장식을 진행하고, 조선체육회 회장인 고원훈의 개회사가 진행되었다.

### 야구
1921년 10월 31일 8시 30분에 경성중학 운동장에서 군악 연주 아래 선수단 입장식이 진행되었다.

## 참고 문헌
- “대한체육회 국내종합경기대회”. 대한체육회.
- “제2회 전국체육대회”. 대한체육회.
- 《대한체육회 50년》. 대한체육회. 1970. 2020년 11월 8일에 원본 문서에서 보존된 문서. 2022년 11월 5일에 확인함.
- 《대한체육회 70년사》. 대한체육회. 1990. 2020년 11월 8일에 원본 문서에서 보존된 문서. 2022년 11월 5일에 확인함.
- 《대한체육회 90년사》. 대한체육회. 2011. 2020년 11월 8일에 원본 문서에서 보존된 문서. 2022년 11월 5일에 확인함.
- 대한체육회 100주년 기념사업부 (2020). 《대한민국 체육 100년》. 대한체육회. 2023년 9월 21일에 원본 문서에서 보존된 문서. 2024년 6월 8일에 확인함.
- “활기충천하고 천지를 진동하는 應接聲과 박수 갈채리에 勇者의 豫選戰, 질러라 뛰어라 플레이, 성대한 입장식과 상황”. 매일신보. 1921년 2월 13일.

## 같이 보기
- 1921년 전국체육대회
- 1921년 전국체육대회 폐막식